# Sven Helbach
Sven Helbach (* 20. September 1976 in Bonn) ist ein deutscher Kickboxer.

## Leben
Nach einer abgeschlossenen Ausbildung zum Chemikanten bei RWE und vier Jahren als Soldat auf Zeit, begann Helbach mit dem Kickboxen und fand seinen Berufseinstieg als Sicherheitsfachmann im Personen- und Begleitschutz. Seit 2007 ist er sportlicher Leiter des Kickboxvereins Balance of Power. 2011 bis 2012 übernahm er des Weiteren das Amt des Sport- und Integrationslotsen des Kreissportbundes Rhein-Erft. Bereits 2008 trat Helbach in die FDP ein, für die er unter anderem 2014 bei der Kommunalwahl erfolglos für den Rat der Stadt Wesseling kandidierte.
Helbach ist dreimaliger deutscher Meister im Kickboxen nach Regeln unterschiedlicher Verbände. Für seine sportlichen Erfolge erhielt er von der Stadt Wesseling 2009 die Stadtsportplakette verliehen. 2012 wurde er zudem Europameister. Seinen Kampf um die Weltmeisterschaft am 5. Oktober 2013 in der Wesselinger Kronenbuschhalle gegen Eugeniu Deozu aus Italien verlor er durch KO in der vierten Runde.
Helbach lebt gegenwärtig in Bornheim.

## Titel
- 2009: Deutscher Meister im Kickboxen (IBBO)
- 2010: Deutscher Meister im Kickboxen (GBC)
- 2011: Deutscher Meister im Kickboxen (IKBA)
- 2012: Europameister im Kickboxen (WBU)[4]
- 2014: Weltmeister im Kickboxen (WBU)[5]